# Фульмар
Фульмар (Fulmarus) — рід морських птахів родини буревісникових (Procellariidae), містить 2 види: буревісник кочівний (Fulmarus glacialis), що мешкає на півночі Тихого та Атлантичного океанів і буревісник південний (Fulmarus glacialodes), що мешкає в Південному океані. Ці птахи зовнішньо нагадують мартинів, але непов'язані з ними генетично і фактично є буревісниками. Північні фульмари сірі та білі з жовтим дзьобом, 43-52 см завдовжки з розмахом крил 101—117 см. Південні — блідіші, з темними наконечниками крил, 45-50 см завдовжки, з розмахом крил 115—120 см.